# Rocar De Simon U412
Il Rocar De Simon U412 è un modello di autobus urbano, prodotto in Romania negli anni '90.

## Generalità
Tale modello è frutto del sodalizio tra l'azienda rumena "Rocar" di Bucarest e l'italiana "De Simon" di Osoppo, in provincia di Udine.

## Caratteristiche
L'aspetto è quello dell'autobus italiano Inbus U210FT, del quale gruppo Inbus (Industrie Autobus) la "De Simon" faceva parte.
È un autobus urbano lungo 12 metri, con guida a sinistra, motore posteriore, tre porte rototraslanti, ampi finestrini, un grande parabrezza rettangolare sovrastato da un ampio display luminoso, indicante numero di linea e percorso.

## Diffusione
Il "Rocar De Simon U412" è presente solo in Romania, nelle città di Brașov, Cluj-Napoca, Oradea e soprattutto Bucarest.

## Versioni
Numerosi dettagli diversificano le quattro versioni prodotte; questo l'elenco:
- Rocar De Simon E412 (filobus)
- Rocar De Simon U412-220
- Rocar De Simon U412-230
- Rocar De Simon U412-260 (la più diffusa)
- Rocar De Simon U412-DAF

Da segnalare anche una versione filoviaria presente a Bucarest, Cluj-Napoca e Costanza.